# Пашаян, Артавазд (Артур) Багратович
Артавазд Багратович (Артур Варфоломеевич) Пашаян (арм. Արտավազդ Փաշայան; 1 (14) ноября 1910, Баку, Бакинская губерния, Российская империя — 4 сентября 1973, Ленинакан, Армянская ССР , СССР) — советский армянский театральный деятель, актёр театра и кино. Народный артист Армянской ССР (1956).

## Биография
Дебютировал на сцене Тбилисского театра армянской драмы (ныне Тбилисский государственный армянский драматический театр имени П. Адамяна) в 1927 году, одновременно в 1928—1930 годах учился в Драматической студии под руководством А. Бурджаляна и С. Г. Капанакяна. После окончания учёбы работал в театре Каракилиса (ныне Ванадзор) (1932), у Горьковском рабочем театре (1933), в тбилисском театре армянской драмы (1934).
Один из организаторов Кироваканского театра (ныне Ванадзорский государственный драматический театр им. Абеляна). С 1934 года — актёр Ленинаканского театра им. Мравяна.
Сыграл более 150 ролей армянской, русской, европейской современной классической драмы. Играл ведущие драматические роли, создавая героико-романтические образы; с успехом выступал также в комедийных и характерных ролях. Яркий, темпераментный, эмоциональный актёр, обладал прекрасными внешними данными, звучным голосом.

## Избранные театральные роли
- Пэпо, Осеп («Пэпо», «Разорённый очаг» Сундукяна),
- Гиж Даниел, Рустам («Злой дух», «Намус» Ширванзаде),
- Бура-Нуи («Рузан» Мурацана),
- Вараздат, Гош (одноименные пьесы Микаэляна),
- Самвел («Самвел» по Раффи),
- Георг Марзпетуни (одноименная пьеса по Мурацану),
- Камо («Камо» Барсегяна),
- Хачатур Абовян («Хачатур Абовян» Газазяна),
- Тапарникос, Огсен («Восточный дантист», «Дядя Багдасар» Пароняна),
- Атарбекян («Чрезвычайный комиссар» Овсепяна),
- Саят-Нова («Саят-Нова» Абрамяна),
- Арсен («На мосту» Боряна),
- Отелло по Шекспиру,
- Карл Моор («Разбойники» Ф. Шиллера),
- Синцов, Пепел («Враги», «На дне» Горького),
- Годун («Разлом» Б. Лавренёва),
- Дзержинский («Ленин в 1918 году» Каплера и Златогоровой),
- Глоба («Русские люди» К. Симонова и др.

## Избранная фильмография
- 1970 — Родник Эгнар —друг Мкртича
- 1969 — Берег юности —эпизод
- 1965 — Чрезвычайное поручение —эпизод
- 1965 — 26 бакинских комиссаров —эпизод
- 1961 — Дорога —Тигран

Был женат на актрисе Арусе Азнавурян, тёте Шарля Азнавура.

## Награды
- Народный артист Армянской ССР (1956).
- Орден «Знак Почёта» (1956).